# Monascus purpureus

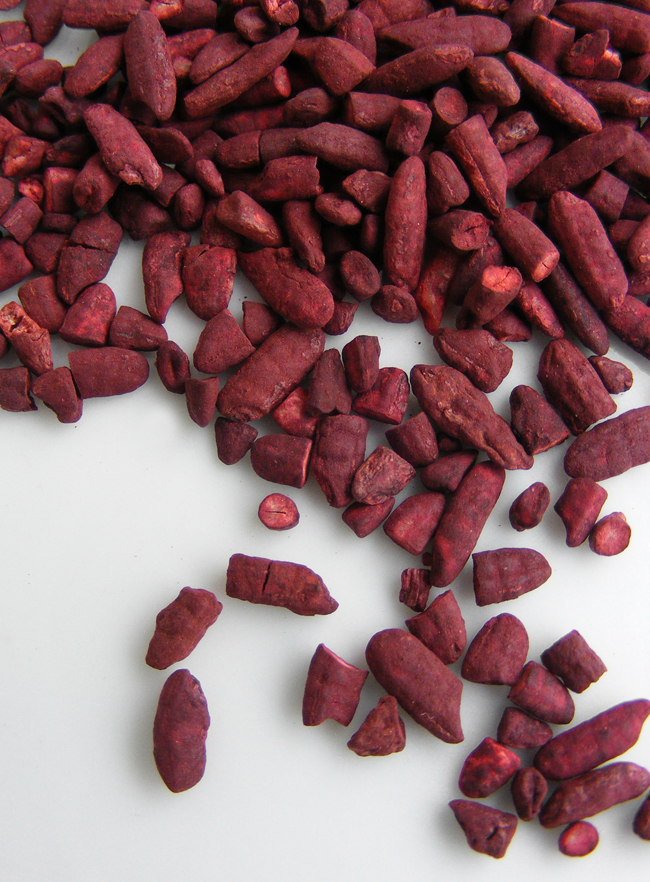
Arroz fermentado vermelho: arroz branco fermentado com Monascus pupureus

Monascus purpureus (syn. M. albidus, M. anka, M. araneosus, M. principais, M. rubiginosus, e M. vini; chinês tradicional: 紅麴菌, chinês simplificado: 红曲菌, pinyin: hóng qū jùn, lit. "levedura vermelha") é uma espécie de bolor que tem cor púrpura-vermelha. Ele também é conhecido pelo nome ang-khak.

## Crescimento
Durante o crescimento, Monascus spp. decompõe o amido de substrato em vários metabólitos, entre os quais pigmentos, que são produzidos como metabólitos secundários. A estrutura dos pigmentos depende do tipo de substrato e outros fatores específicos durante o processo, tais como pH, temperatura e conteúdo de umidade.

## Importância
Este fungo é o mais importante devido à sua utilização, na forma de levedura de arroz vermelho, na produção de certos alimentos fermentados na China. No entanto, a descoberta de estatinas capazes de baixar o colesterol produzido pelo bolor tem suscitado pesquisas sobre suas possíveis utilizações médicas. Ela produz inúmeras estatinas. As que ocorrem naturalmente, lovastatinas e análogas são chamados monacolinas K, L, J; que também ocorrem em suas formas de hidroxila-ácido, junto com dehidroxymonacolina e compactina (mevastatina). A droga medicamentosa lovastatina, idêntica a monacolina K, é a principal estatina produzida por Monascus purpureus. Apenas a forma de anel aberto é farmacologicamente ativa.

## Espécies Comerciais
Os fungos similares Monascus ruber e Monascus pilosus também são utilizados em aplicações industriais.